# نودینیه-نول
شهر نودینیه-نول (به سوئدی: Nödinge-Nol) در شهر الی در کشور سوئد واقع شده‌است. جمعیت این شهر ۱۶۲۰٫۷۸  نفر است.